# Jüdischer Friedhof (Bärweiler)

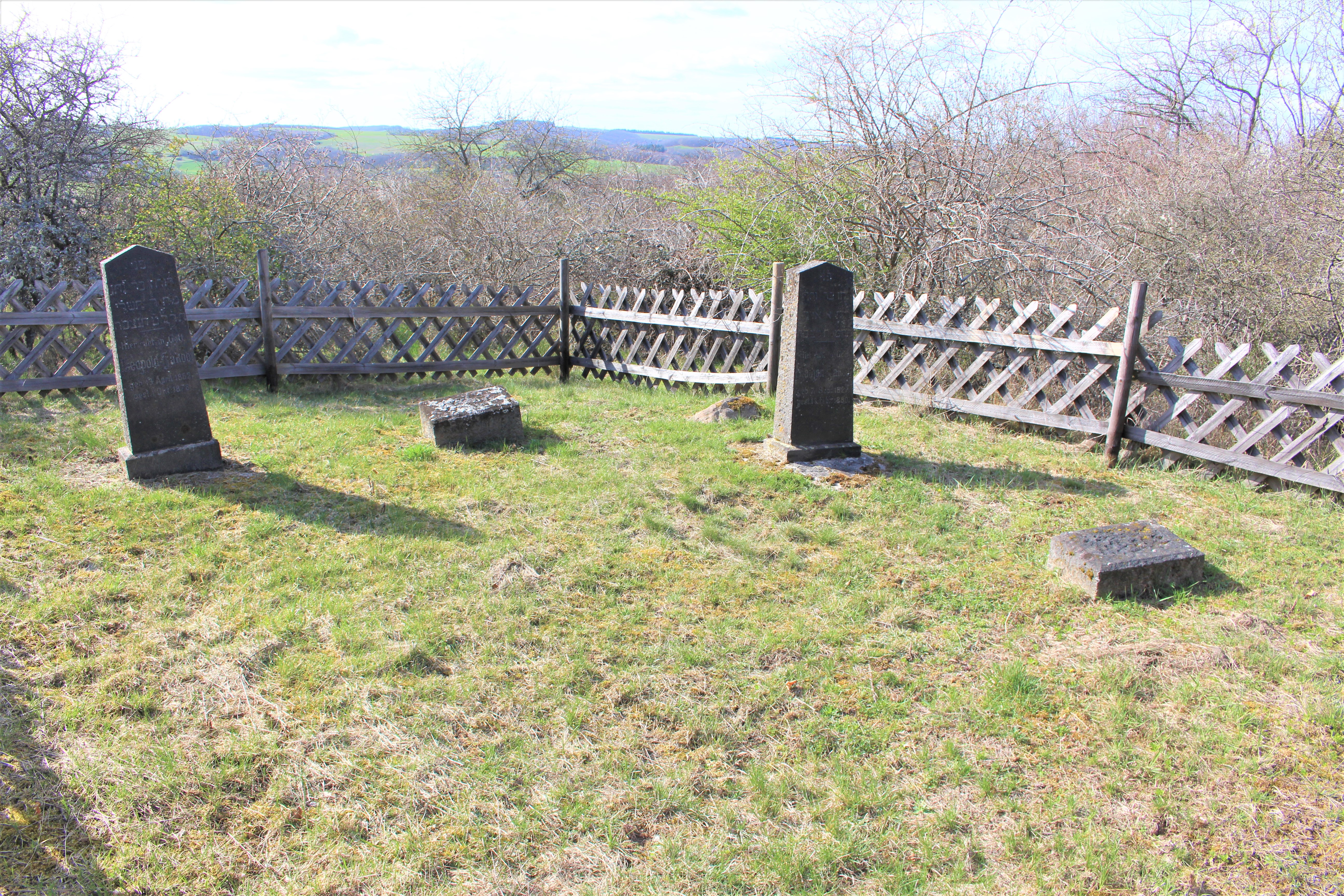
Jüdischer Friedhof von Bärweiler

Der Jüdische Friedhof Bärweiler ist ein Friedhof in der Ortsgemeinde Bärweiler im Landkreis Bad Kreuznach in Rheinland-Pfalz. 
Der jüdische Friedhof liegt südlich des Ortes in der Gemarkung „Schlunk“ auf einer Waldlichtung in der Nähe des 391 Meter hohen „Judenkopfes“. 
Auf dem 409 m² großen Friedhof, der im Jahr 1824 angelegt und von 1824 bis 1886 belegt wurde, befinden sich zwei Grabsteine und zwei leere Sockel. 